# مدل شیءگرای سند مجازی
یک مدل شیءگرای سند مجازی (به انگلیسی virtual DOM ) یک ارائه ی سبک جاوااسکریپت از مدل شیءگرای سند است که در چارچوب های اعلامی وب مثل ری اکت, ویو جی‌اس و الم بکار می رود. بروزرسانی مدل شیءگرای سند مجازی به نسبت سریع تر از بروزرسانی خود مدل شیءگرای سند است (توسط جاوااسکریپت). پس ، چارچوب آزاد است که تغییرات لازم را به مدل شیءگرای سند مجازی با هزینه نسبتا کم اعمال کند. سپس این چارچوب تفاوت های مدل شیءگرای سند مجازی قبلی و مدل شیءگرای سند مجازی حال حاضر را پیدا می کند و فقط تغییرات لازم را در مدل شیءگرای سند اصلی اعمال می کند.
سولت مدل شیءگرای سند مجازی ندارد و سازنده آن ریچ هریس ، مدل شیءگرای سند مجازی را "سربار خالص" خطاب می کند.
روش های مشابه شامل بارقه امبر.جی اس و مدل شیءگرای سند افزایشی انگولار است.